# Appenweier (stacja kolejowa)
Appenweier – stacja kolejowa w Appenweier, w kraju związkowym Badenia-Wirtembergia, w Niemczech. Znajdują się tu 2 perony.